# Cornwall Alliance
Die Cornwall Alliance bzw. Cornwall Alliance for the Stewardship of Creation ist eine evangelikal und neoliberal ausgerichtete Frontgruppe, die gegen Umwelt- und Klimaschutz lobbyiert und den menschengemachten Klimawandel leugnet. Sie wurde im Jahr 2005 mit Unterstützung aus der Wirtschaft als Interfaith Stewardship Alliance gegründet und hat sich seither für verschiedene Anti-Umweltschutz-Aktivitäten eingesetzt. Geführt wird sie von Calvin Beisner, der u. a. langjährige Verbindungen zu Wirtschaftsunternehmen und konservativen Think Tanks hat. Die Organisation hat zudem enge Verbindungen zum Committee for a Constructive Tomorrow, einer Klimaleugnerorganisation, die unter anderem von ExxonMobil und Chevron finanziert wird.

## Klimawandelleugnung
Die Cornwall Alliance lehnt die Begrenzung von Treibhausgasemissionen aus moralischen, theologischen, politischen und vorgeblich wissenschaftlichen Gründen ab und wird von Wissenschaftlern als eine der zentralen Organisationen betrachtet, die in den USA den Kampf gegen Klimaschutz vorantreiben. Die Aktionen der Gruppierungen trugen dazu bei, die Mitte der 2000er Jahre aufkommenden Bemühungen zu unterbinden, Klimaschutz als wichtiges evangelikales Ziel zu etablieren. Zudem spielte sie eine wichtige Rolle dabei, eine enge Verbindung zwischen der evangelikalen Bewegung und der Republikanischen Partei in den Vereinigten Staaten aufzubauen.
Als 2006 eine evangelikale Organisationen zum Klimaschutz aufrief, publizierte die Cornwall Alliance kurze Zeit später eine als „A Call to Truth“ („Aufruf zur Wahrheit“) genannte Gegenerklärung. In dieser
- wies die Organisation die Erkenntnisse der Klimaforschung zurück
- behauptete, die Erderwärmung sei nicht menschengemacht, sondern ein natürliches Phänomen
- erklärte, dass nicht die Menschen, sondern Gott für die Umwelt verantwortlich sei
- sprach sich gegen die Senkung und für die Erhöhung des fossilen Energieverbrauchs aus, weil damit armen Menschen am besten geholfen sei
- und argumentierte, dass das höchste moralische Gebot das Niedrighalten der Energiepreise und Aufrechterhalten des wirtschaftlichen Wachstum sei.[2]

2009 lancierten sie einen weiteren „Aufruf zur Wahrheit“, in der sie behaupteten, dass die von Gott durch Intelligent Design geschaffene Erde und Ökosysteme „robust, widerstandsfähig, selbstregulierend und selbstkorrigierend, bewundernswert geeignet für das menschliche Gedeihen“ seien und die jüngste Erwärmung nur „eine von vielen natürlichen Zyklen der Erwärmung und Abkühlung in der geologischen Geschichte“ darstelle. Sie bestritten insbesondere, dass „das Klimasystem der Erde aufgrund winziger Veränderungen in der Chemie der Atmosphäre für gefährliche Veränderungen anfällig ist“, zudem gebe es „keine überzeugenden wissenschaftlichen Belege, dass der menschliche Beitrag zu den Treibhausgasen eine gefährliche globale Erwärmung“ verursache. Die Erde sei im „Griff einer Idee“, nämlich dass „die Verbrennung fossiler Brennstoffe zur Bereitstellung erschwinglicher, im Überfluss vorhandener Energie eine globale Erwärmung verursacht, die so gefährlich ist, dass wir sie aufhalten müssen, indem wir unseren Verbrauch an fossilen Brennstoffen unabhängig von den Kosten reduzieren“. Diese Idee aber scheitere an Theologie, (Natur)-Wissenschaft und Ökonomie.
Gemäß Dunlap und McCright war die von der Cornwall Alliance veröffentlichte Evangelical Declaration on Global Warming „überladen mit leugnerischen Behauptungen und sollte den Bemühungen fortschrittlicher Christen entgegenwirken, Unterstützung für den Umgang mit dem Klimawandel zu gewinnen“.
Die Organisation trat auch schon als Co-Sponsor einer vom Heartland Institute ausgerichteten Klimawandelleugnerkonferenz auf.